# Leonid Sérébriakov
Leonid Petrovitch Sérébriakov (en russe Леонид Петрович Серебряков ; 30 mai 1888 - 1er février 1937) était un homme politique russe et bolchevique victime de la Grande Purge de Joseph Staline.

## Biographie
Né à Samara, Serebriakov est un ouvrier métallurgiste. En 1905, il rejoint les Bolcheviks, pour lesquels il fait activement campagne. Après la Révolution russe (1917), il atteint les plus hauts échelons du Parti Communiste. En 1919, il devient membre du Secrétariat du Comité Central du Parti Communiste de l'Union Soviétique, avec Nikolai Krestinsky et Yevgeny Preobrajensky. Les trois secrétaires soutiennent Leon Trotsky au moment de son différend avec Lénine sur les syndicats. Au dixième Congrès du Parti en mars 1921, la faction de Lénine remporte une victoire décisive concernant ce différend, ce qui conduit Serebryakov et les deux autres secrétaires du Comité Central à démissionner. Par la suite, il travaille avec Staline sur le Conseil Militaire du Front Sud pendant la guerre civile en Russie. Après la mort de Lénine, il rejoint l'Opposition de Gauche de Léon Trotsky. Cela le mène à sa chute : en 1936, il est arrêté pour appartenance présumée à un groupe terroriste trotskiste. Alors que Serebryakov est en état d'arrestation, le procureur Andrey Vyshinsky en profite pour récupérer sa maison et sa fortune. Au cours du second procès de Moscou en janvier 1937, il est condamné à mort après avoir été forcé d'avouer sous la torture, et il est exécuté peu de temps après.
Il était marié à l'écrivaine Galina Serebryakova. Après son divorce, elle se remarie avec Grigori Sokolnikov, qui est également décédé lors de la Grande Purge. Elle passe vingt ans dans les camps de Staline, reprochant à ses époux de l'avoir impliquée dans leurs affaires, et réalise seulement des années plus tard qu'ils étaient innocents. 
Serebryakov est réhabilité en 1988.